# بريجيت أكتون
بريجيت أكتون هي متزحلقة كندية، ولدت في 30 نوفمبر 1985 في سو ساينت ماري في كندا.

## وصلات خارجية
- الموقع الرسمي
- بريجيت أكتون على موقع الاتحاد الدولي للتزلج (التزلج على المنحدرات الثلجية) (الإنجليزية)
- بريجيت أكتون على موقع اللجنة الأولمبية الدولية (الإنجليزية)
- بريجيت أكتون على موقع أوليمبيديا (الإنجليزية)
- بريجيت أكتون على موقع اللجنة الأولمبية الكندية (الإنجليزية)